# Bandiera della Saarland
La bandiera della Saarland è basata sulla bandiera della Germania ed è un tricolore orizzontale nero, rosso e oro. Al centro della bandiera c'è lo stemma della Saarland. La bandiera della Saarland è sia la bandiera civile (Landesflagge), sia la bandiera del servizio statale (Landesdienstflagge).

## Storia

### Territorio del bacino della Saar

Bandiera del territorio del bacino della Saar (1920–1935)

La regione della Saar fu creata dal Trattato di Versailles, che pose fine alla prima guerra mondiale. Fu deciso che l'area apparteneva alla Germania, ma sarebbe stata amministrata dalla Francia per conto della Società delle Nazioni. Il 28 luglio 1920, fu deciso che l'area avrebbe utilizzato una bandiera tricolore orizzontale blu, bianca e nera. Questi sono sia i colori dei due ex stati di Prussia (nero-bianco) e Baviera (bianco-blu), da parti dei cui territori fu formata la regione della Saar, sia i colori di base dei singoli campi araldici dello stemma della regione della Saar. Questo fu utilizzato fino al 1° marzo 1935, quando l'area tornò sotto l'amministrazione tedesca. Nel 1935, quando la Germania assunse nuovamente il controllo della Saarland, si presume che non sia stata creata una nuova bandiera poiché la Saarland fu assorbita nell'area nota come Westmark.

### Protettorato della Saar

Bandiera del Protettorato della Saar (1947–1956)

Alla conclusione della seconda guerra mondiale, i francesi assunsero il controllo della Saar come protettorato. La bandiera usata in quel periodo era un disegno con una croce scandinava. A sinistra della barra verticale della croce c'era il blu, e a destra il rosso. I colori derivano dai colori della bandiera francese.

### Saarland
Quando il Protettorato della Saar si riunì alla Repubblica Federale Tedesca nel 1957, adottò la sua bandiera attuale. Questa è basata sulla bandiera della Germania, deturpata dallo stemma della Saarland. I quattro quarti dello scudo dello stemma di stato rappresentano le aree storiche di Nassau-Saarbrücken, Arcivescovado ed Elettorato di Treviri, Ducato di Lorena e Palatinato-Zweibrücken.